# Псамтик III
Псамтик III е последен фараон от Двадесет и шеста династия на Древен Египет, управлявал за шест месеца през 526 – 525 г. пр.н.е. преди покоряването на Египет от Персия.

## Произход и управление
Син и наследник е на Амасис II.
Веднага след смъртта на Амасис II и възкачването на Псамтик III, ахеменидския цар на Персия Камбис II използвал като повод отдавна неразрешен династичен спор, за да обяви война и да започне отдавна подготвяният поход срещу Египет. Персийската армия напреднала бързо през Палестина и Синай и в битката при Пелузиум през май 525 г. пр.н.е. сломила съпротивата на по-малобройната египетска армия. След това пътят на персите към Египет бил открит. Псамтик III се оттеглил с остатъка от войските си в Мемфис, където бил обсаден.
След превземането на Мемфис, Псамтик III е пленен и отведен окован в Суза, където няколко години по-късно е заподозрян в заговор и е принуден да се самоубие като изпива бича кръв. Камбис II се обявява за фараон на Египет, с което започва периода на персийското владичество.